# レディスプレリュード
レディスプレリュードは、特別区競馬組合が大井競馬場ダート1800mで施行する地方競馬の重賞競走（ダートグレード競走、統一JpnII）である。2023年までは農林水産大臣が賞を提供していたため、正式名称は農林水産大臣賞典 レディスプレリュードと表記されていた。2010年まではTCKディスタフとして施行されていた。TCKとは東京シティ競馬（大井競馬場の愛称）の略である。

## 概要
2003年に地方競馬全国のサラブレッド系3歳以上牝馬による準重賞競走として施行。2004年から重賞として創設され、格付けは南関東SIII。2003年より地方競馬の全国交流競走として施行されていた。2010年よりGRANDAME-JAPAN・古馬シーズンに指定されている。
以前はジャパンブリーディングファームズカップ（JBC）施行当日に、地方競馬版のブリーダーズカップ・ディスタフに相当する競走として行われており、名称もそこからつけられていた。大井競馬場で開催される年はアンダーカードとして施行され（2003年、2004年、2007年）、2005年もJBC当日（この年は名古屋競馬場で施行）に行われた。2006年と2010年はJBCが南関東公営競馬の競馬場にて実施され開催日程が調整されたため、JBC当日の施行ではなかった。
2011年からは『JBCレディスクラシック』が創設されるために発展的解消を行い、新たに中央競馬所属馬を含めた新重賞『レディスプレリュード』として施行されることが発表された。なお、南関東公営競馬のサイトでは「TCKディスタフ」からレース名称を変更するという説明がなされている。これに伴い、Road to JBCに指定された。
なお、レディスプレリュードと改められた2011年以後2年間は、日本グレード格付け管理委員会の取り決めにより、ダートグレード競走としての格付けなしで施行されていた。2013年に同委員会によりJpnIIに格付けされた。
なお、2012年までは地方所属馬に限り本競走の上位2着までにクイーン賞の優先出走権が与えられていた。

### 条件・賞金等（2024年）
出走資格
サラブレッド系3歳以上牝馬、地方選定馬・中央選定馬。
- スパーキングレディーカップで優勝した地方所属馬には本競走の優先出走権がある。

負担重量
別定。3歳53kg（南半球産馬は2kg減）、4歳以上55kg
- 上記に、本年9月27日より過去のGI及びJpnI競走1着馬は2kg増、GII及びJpnII競走1着馬は1kg増が課せられる。ただし、2歳時の成績は対象外。

賞金額
1着4000万円、2着1400万円、3着800万円、4着400万円、5着200万円、着外手当18万円。
副賞
日本中央競馬会理事長賞、日本馬主協会連合会長奨励賞、日本地方競馬馬主振興協会会長賞、地方競馬全国協会理事長賞、東京都馬主会理事長賞、特別区競馬組合管理者賞。
優先出走権付与
本競走の優勝馬にはJBCレディスクラシックの優先出走権が付与される。

### 過去の賞金額
中央競馬・地方競馬全国指定交流競走に指定された2011年以降
| 回数                              | 総額賞金 （万円） | 1着賞金 （万円） | 2着賞金 （万円） | 3着賞金 （万円） | 4着賞金 （万円） | 5着賞金 （万円） |
| --------------------------------- | ----------------- | ---------------- | ---------------- | ---------------- | ---------------- | ---------------- |
| 第8回（2011年）                   | 3,570             | 2,100            | 735              | 420              | 210              | 105              |
| 第9回（2012年）                   | 3,570             | 2,100            | 735              | 420              | 210              | 105              |
| 第10回（2013年）                  | 5,270             | 3,100            | 1,085            | 620              | 310              | 155              |
| 第11回（2014年）                  | 5,270             | 3,100            | 1,085            | 620              | 310              | 155              |
| 第12回（2015年）                  | 5,270             | 3,100            | 1,085            | 620              | 310              | 155              |
| 第13回（2016年・2着は同着である） | 5,270             | 3,100            | 1,085            | 620              | 310              | 155              |
| 第14回（2017年）                  | 5,270             | 3,100            | 1,085            | 620              | 310              | 155              |
| 第15回（2018年）                  | 5,270             | 3,100            | 1,085            | 620              | 310              | 155              |
| 第16回（2019年）                  | 5,270             | 3,100            | 1,085            | 620              | 310              | 155              |
| 第17回（2020年）                  | 5,270             | 3,100            | 1,085            | 620              | 310              | 155              |
| 第18回（2021年）                  | 5,270             | 3,100            | 1,085            | 620              | 310              | 155              |
| 第19回（2022年）                  | 5,270             | 3,100            | 1,085            | 620              | 310              | 155              |
| 第20回（2023年）                  | 5,270             | 3,100            | 1,085            | 620              | 310              | 155              |
| 第21回（2024年）                  | 6,800             | 4,000            | 1,400            | 800              | 400              | 200              |

※ここで示される総額賞金には、着外賞金（着外手当）は含まれていない。

## 歴史
- 2003年 - 大井競馬場のサラブレッド系3歳以上牝馬の地方競馬全国交流の別定重量のダート1800mの南関東準重賞競走「TCKディスタフ」として施行。
- 2004年 - 大井競馬場のサラブレッド系3歳以上牝馬の地方競馬全国交流の別定重量のダート1800mの南関東重賞（G3）競走「TCKディスタフ」として準重賞から重賞に昇格する形で創設。
- 2007年 - 南関東重賞格付け表記をSIIIに変更。
- 2008年
  - 船橋のパフィオペディラムが史上初の連覇。
  - 船橋の左海誠二が騎手として史上初の連覇。
  - 船橋の岡林光浩が調教師として史上初の連覇。
- 2010年 - GRANDAME-JAPAN・古馬シーズンに指定[9]。
- 2011年
  - 「JBCレディスクラシック」創設により発展的解消し「レディスプレリュード」と名称変更[3][4]。施行回数は「TCKディスタフ」を引き継ぐ。
  - 中央競馬・地方競馬全国指定交流競走に指定。
  - Road to JBCに指定。
  - 南関東重賞格付けをSIIに格上げ。
- 2012年
  - JRAのミラクルレジェンドが中央競馬・地方競馬全国指定交流競走になってから初の連覇。
  - JRAの岩田康誠が騎手として中央競馬・地方競馬全国指定交流競走になってから初の連覇。
  - JRAの藤原英昭が調教師として中央競馬・地方競馬全国指定交流競走になってから初の連覇。
- 2013年
  - 統一JpnIIに格付け。
  - この年より農林水産大臣賞典として施行。
  - GI及びJpnI競走1着馬の加重内容を3kg増から2kg増に、GII及びJpnII競走1着馬は2kg増から1kg増に変更。GIII及びJpnIII競走1着馬の1kg加増を除外した。
- 2021年 - COVID-19の流行により「無観客競馬」として開催。
- 2024年 - 農林水産大臣賞が付かなくなり、競走名から「農林水産大臣賞典」が外れる。

### 歴代優勝馬
| 回数   | 施行日         | 優勝馬             | 性齢 | 所属 | タイム   | 優勝騎手   | 管理調教師 | 馬主                                 |
| ------ | -------------- | ------------------ | ---- | ---- | -------- | ---------- | ---------- | ------------------------------------ |
| 第1回  | 2004年11月03日 | プルザトリガー     | 牝5  | 船橋 | 1分53秒2 | 内田博幸   | 山浦武     | 高橋照比古                           |
| 第2回  | 2005年11月03日 | ジーナフォンテン   | 牝7  | 船橋 | 1分52秒9 | 佐藤隆     | 熊坂光広   | 吉橋計                               |
| 第3回  | 2006年10月18日 | アウスレーゼ       | 牝4  | 大井 | 1分53秒8 | 真島大輔   | 阪本一栄   | 山田祐三                             |
| 第4回  | 2007年10月31日 | パフィオペディラム | 牝4  | 船橋 | 1分54秒8 | 左海誠二   | 岡林光浩   | （有）上水牧場                       |
| 第5回  | 2008年10月29日 | パフィオペディラム | 牝5  | 船橋 | 1分54秒3 | 左海誠二   | 岡林光浩   | （有）上水牧場                       |
| 第6回  | 2009年10月21日 | ツクシヒメ         | 牝3  | 船橋 | 1分53秒7 | 山田信大   | 山浦武     | 沖田方子                             |
| 第7回  | 2010年10月20日 | ザッハーマイン     | 牝5  | 船橋 | 1分52秒8 | 的場文男   | 出川克己   | 吉田和子                             |
| 第8回  | 2011年09月29日 | ミラクルレジェンド | 牝4  | JRA  | 1分50秒8 | 岩田康誠   | 藤原英昭   | 吉田照哉                             |
| 第9回  | 2012年10月04日 | ミラクルレジェンド | 牝5  | JRA  | 1分54秒0 | 岩田康誠   | 藤原英昭   | 吉田照哉                             |
| 第10回 | 2013年10月03日 | メーデイア         | 牝5  | JRA  | 1分53秒0 | 浜中俊     | 笹田和秀   | （有）社台レースホース               |
| 第11回 | 2014年10月02日 | ワイルドフラッパー | 牝5  | JRA  | 1分51秒5 | 蛯名正義   | 松田國英   | 吉田照哉                             |
| 第12回 | 2015年10月01日 | サンビスタ         | 牝6  | JRA  | 1分50秒2 | 岩田康誠   | 角居勝彦   | （株）ヒダカ・ブリーダーズ・ユニオン |
| 第13回 | 2016年09月19日 | タマノブリュネット | 牝4  | JRA  | 1分54秒7 | 田辺裕信   | 高柳瑞樹   | 玉腰勇吉                             |
| 第14回 | 2017年10月05日 | クイーンマンボ     | 牝3  | JRA  | 1分53秒1 | C.ルメール | 角居勝彦   | （株）ヒダカ・ブリーダーズ・ユニオン |
| 第15回 | 2018年10月11日 | プリンシアコメータ | 牝5  | JRA  | 1分53秒9 | J.モレイラ | 矢野英一   | 芳川貴行                             |
| 第16回 | 2019年10月03日 | アンデスクイーン   | 牝5  | JRA  | 1分53秒2 | 戸崎圭太   | 西園正都   | （株）グリーンファーム               |
| 第17回 | 2020年10月08日 | マルシュロレーヌ   | 牝4  | JRA  | 1分52秒1 | 川田将雅   | 矢作芳人   | （有）キャロットファーム             |
| 第18回 | 2021年10月07日 | レーヌブランシュ   | 牝4  | JRA  | 1分52秒6 | 松山弘平   | 橋口慎介   | 前田晋二                             |
| 第19回 | 2022年10月06日 | プリティーチャンス | 牝5  | JRA  | 1分51秒7 | 岩田望来   | 野中賢二   | 廣崎利洋HD（株）                     |
| 第20回 | 2023年10月05日 | アーテルアストレア | 牝4  | JRA  | 1分51秒6 | 武豊       | 橋口慎介   | フィールドレーシング                 |
| 第21回 | 2024年10月01日 | グランブリッジ     | 牝5  | JRA  | 1分53秒2 | 川田将雅   | 新谷功一   | サイプレスホールディングス合同会社   |

※南関東4競馬場公式サイトの情報に基づく。